# جامعة عباس لغرور -خنشلة
جامعة عباس لغرور، هي جامعة حكومية جزائرية بولاية خنشلة،تأسست عام 2001 كمركز جامعي ورقيت بعد ذلك جامعة في عام 2012.

## التسمية
سميت الجامعة باسم الشهيد عباس لغرور، والذي ولد في 23 جوان 1926 ببلدية نسيغة من مدينة خنشلة بالجزائر .زاول تعليمه بالمدرسة الفرنسية وحصل على شهادة التعليم الإبتدائي، وفي عام 1946 إنضم إلى حزب الشعب الجزائري ونشط مع المدير الإقليمي لجبال الأوراس.

## التأسيس

### مركز جامعي
أُسس مركز جامعة خنشلة بموجب المرسوم رقم 01-278 من 18 سبتمبر 2001 ويتألف من معهدين:
- معهد الآداب واللغات
- معهد العلوم القانونية والإدارية

وفقا للمرسوم التنفيذي رقم 06-281 المؤرخ 16 آب 2006، تم تعديل المرسوم التنفيذي رقم 01-278 لتصبح مركز جامعي بخمس معاهد:
- معهد الآداب واللغات
- معهد العلوم القانونية والإدارية
- معهد العلوم والتكنولوجيا
- معهد العلوم الإقتصادية والتجارية وعلوم التسيير
- معهد علوم الطبيعة والحياة

### جامعة
في 14 ديسمبر 2011 أعلن رئيس الجمهورية عبد العزيز بوتفليقة في خطابه بمناسبة إفتتاح السنة الجامعية 2011/2012  بالأغواط عن ترقية المركز الجامعي من بين ثماية مراكز أخرى إلى جامعة.
وفقا للمرسوم التنفيذي 12/246 4 يونيو 2012، الذي يتضمن إنشاء جامعة خنشلة، تتألف من كليات التالية  
- كلية العلوم والتكنولوجيا
- كلية علوم الطبيعة والحياة
- كلية الأداب واللغات
- كلية العلوم الإجتماعية والإنسانية
- كلية العلوم الإقتصادية والتجارية وعلوم التسيير
- كلية العلوم القانونية والسياسية